# Fabrizio Lazari
Fabrizio Lazari, italijanski general in politik, * 14. februar 1797, † 8. december 1860.
Med letoma 1837 in 1847 je bil namestnik poveljujočega generala Korpusa karabinjerjev in med letoma 1847 in 1848 je bil poveljujoči general Korpusa karabinjerjev.